# Mellon Financial

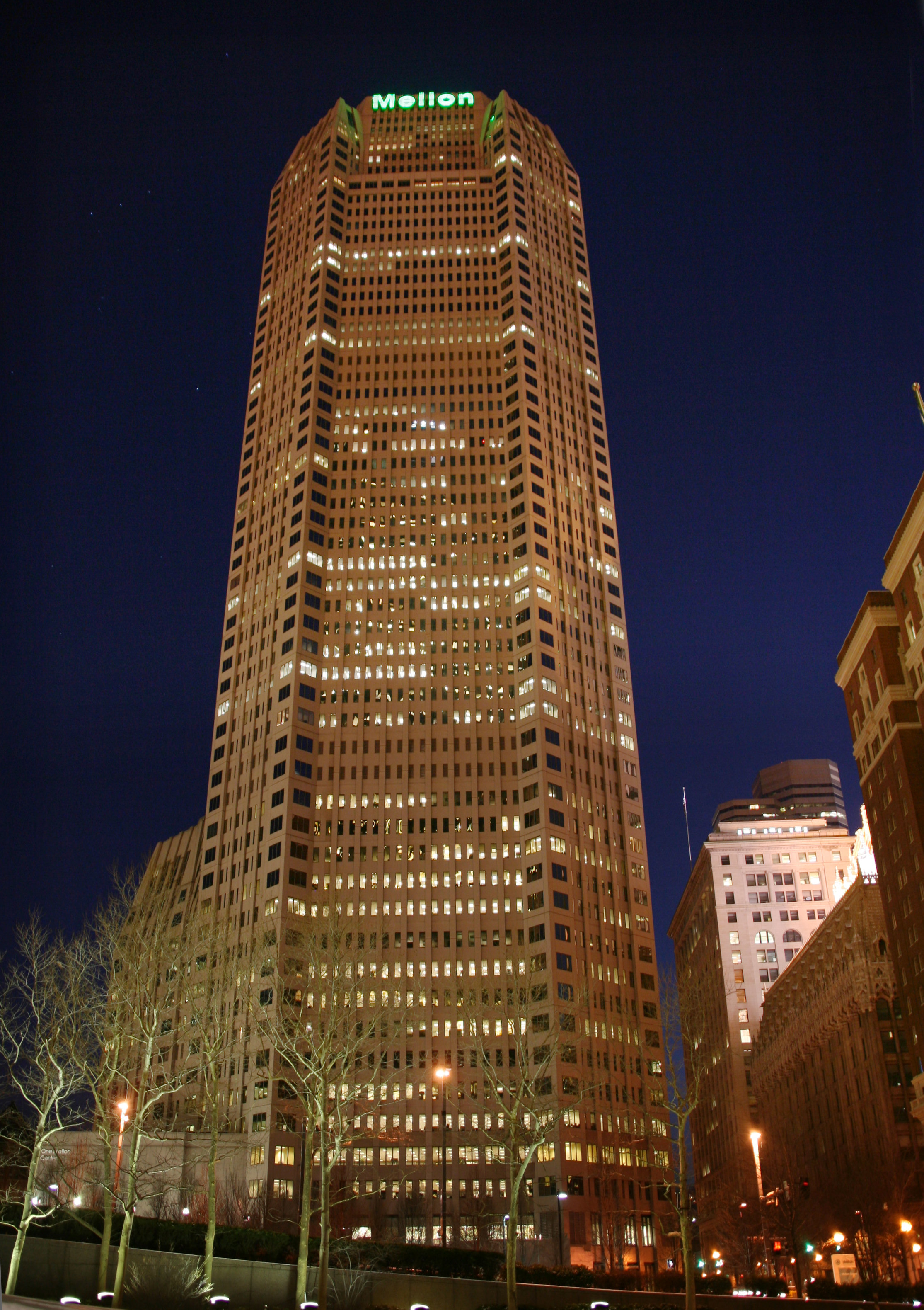
Sede corporativa, One Mellon Center, em Pittsburgh, à noite.

A Mellon Financial Corporation era uma das maiores empresas de gerenciamento de dinheiro do mundo. Sediada em Pittsburgh, Pensilvânia, atuava no gerenciamento de ativos individuais institucionais e de alto patrimônio líquido, incluindo a família Dreyfus de fundos mútuos; negócios bancários; e serviços aos acionistas e investidores. Em 4 de dezembro de 2006, anunciou um acordo de fusão com o Bank of New York, para formar o Bank of New York Mellon. Após aprovação regulatória e dos acionistas, os bancos concluíram a fusão em 2 de julho de 2007.

## História
Mellon foi fundado em 1869 por Thomas Mellon e seus filhos Andrew W. Mellon e Richard B. Mellon, como T. Mellon & Sons 'Bank. Em 1902, a instituição tornou-se Mellon National Bank.
O Mellon Bank foi uma força importante na revolução da produção em massa nos Estados Unidos, especialmente no Centro-Oeste. A família Mellon, que usava o banco como proxy, teve envolvimento direto com a fundação das modernas indústrias de alumínio, petróleo, eletrônicos de consumo e finanças. Alcoa, Gulf Oil (agora Chevron-Texaco), Westinghouse (agora CBS Corporation e Siemens) e Rockwell, todas foram diretamente fundadas e gerenciadas pelo banco. A US Steel (a primeira corporação de bilhões de dólares do mundo), Heinz, General Motors, Koppers e ExxonMobil (como Standard Oil da Rockefeller) nasceram e foram alimentadas pela Mellon.
Em 1920, Andrew deixou seu posto de liderança do banco para se tornar o Secretário do Tesouro dos EUA mais antigo da história (atuando em três administrações separadas).
Em 1929, Richard fundou a Mellbank Corporation. Em 1946, o Mellon National, o Mellbank e a Union Trust Company se fundiram para formar o Mellon National Bank and Trust Company.
Uma reorganização em 1972 trouxe uma mudança de nome para o Mellon Bank, N.A. e a formação de uma holding, Mellon National Corporation.
Em 1983, Mellon comprou o Girard Bank of Philadelphia e o Central Counties Bank of State College, na Pensilvânia. No ano seguinte, a Mellon National Corporation tornou-se Mellon Bank Corporation e comprou a Northwest Pennsylvania Corporation de Oil City, Pensilvânia.
Em 1986, Mellon comprou a Commonwealth National Financial de Harrisburg, Pensilvânia. Também é relatado que a Mellon operava o segundo maior sistema de computação financeira do mundo.
Em 1991, Mellon comprou o United Penn Bank de Wilkes-Barre, Pensilvânia . No ano seguinte, Mellon comprou 54 filiais da Philadelphia Savings Fund Society, sediada na Filadélfia, cuja empresa-mãe havia se tornado insolvente. A Philadelphia Savings Fund Society, foi o primeiro banco de poupança nos Estados Unidos, fundado em 1819.
Em 1993, Mellon comprou a The Boston Company da American Express e a AFCO Credit Corporation da Continental Corporation. No ano seguinte, a Mellon se fundiu com a Dreyfus Corporation, colocando seus fundos mútuos sob seu guarda-chuva.
Em 1998, a Mellon adquiriu a United Bankshares, Inc., de Miami, o 1º Business Bank de Los Angeles e a Founders Asset Management.
Em 1999, Martin G. McGuinn tornou-se presidente e diretor executivo do Mellon Bank Corporation. O Mellon Bank Corporation tornou-se o Mellon Financial Corporation. Dois anos depois, vendeu suas operações bancárias de varejo ao Citizens Financial Group.
Em 2004, Mellon anunciou que iria comprar Safeco Trust Company de Seattle baseados Safeco Corporation. No mesmo ano, comprou ações em circulação da Pareto Partners, com sede em Londres, e ofereceu espaço no Mellon Financial Center (inaugurado no início do ano).

## Fusão com o Bank of New York
Em 2006, a Mellon anunciou seus planos de fusão com o Bank of New York. As negociações começaram quando Tom Renyi abordou Robert Kelly sobre uma possível fusão entre o Bank of New York e a Mellon Financial Corporation. O negócio de US$ 16,5 bilhões (US$ 20 bilhões, atualmente) foi anunciado em dezembro de 2006 e finalizado em 1º de julho de 2007, com Kelly como CEO da nova empresa e Renyi como Chairman executivo. De acordo com o acordo, o novo Conselho de Administração é composto por dez conselheiros nomeados pelo Banco de Nova York e oito por Mellon.
A fusão foi concluída em 1º de julho de 2007, como The Bank of New York Mellon. Sediada em Nova York, é a maior empresa de serviços de valores mobiliários do mundo e uma das dez maiores empresas de gerenciamento de ativos do mundo.[carece de fontes?] O novo empreendimento lançou sua identidade de marca em 1º de outubro de 2007.
Essas duas empresas, juntamente com a State Street, seguiram essencialmente a mesma evolução. Todos eram originalmente grandes prestadores de serviços financeiros diversificados, particularmente no espaço bancário corporativo nas regiões em que estavam localizados. No entanto, a concorrência nos negócios corporativos de empréstimos e bancos de varejo os viu abandonar essas operações em favor do que se acreditava ser um negócio mais estável, baseado em taxas: gerenciamento de ativos (ou seja, gerenciamento de investimentos na forma de fundos mútuos e outras contas gerenciadas separadamente) e manutenção de ativos (isto é, confiança corporativa, serviços de transferência de estoque e recibos de depósito).
A Mellon é uma grande provedora do que são conhecidas como contas de desembolso controlado. Trata-se de contas correntes em locais especializados, as quais recebem o Federal Reserve com antecedência, sobre quais cheques as compensarão. As empresas podem transferir o valor exato necessário para pagar esses cheques e, ao mesmo tempo, investir o dinheiro desnecessário ou usar outros fundos para quitar dívidas.

## CEOs do Mellon Bank
- Robert E. Kelly 13 de fevereiro de 2006 - 1º de julho de 2007[6]
- Martin G. McGuinn 1 de janeiro de 1999 - 13 de fevereiro de 2006[7]
- Frank Cahouet 13 de abril de 1987 - 1 de janeiro de 1999
- J. David Barnes 1 de março de 1981 - 13 de abril de 1987[8]
- James H. Higgins 1 de agosto de 1974[9] - 1 de março de 1981[10]
- John A. Mayer 8 de fevereiro de 1963 - 1º de agosto de 1974[11]
- Frank R. Denton 1946 - 8 de fevereiro de 1963[12]